# 地蜥鳄属
地蜥鳄屬（屬名：Geosaurus）是種體型瘦長的海生海鱷類，屬於地蜥鱷科。地龍是種肉食性鱷類，生活的大部分時間都處於海中。目前還沒有發現地龍的蛋，所以對於牠們生活方式的了解非常少。其他的中生代海生爬行動物，例如蛇頸龍類或魚龍類，都直接在水中產下牠們的幼體。也不清楚地龍是在陸地上或海中交配。

## 名称
地蜥鳄是由法國自然學家喬治·居維葉（Georges Cuvier）在1824年命名，屬名在希臘文中意為「大地蜥蜴」。“地蜥鳄”意思是“陆地上的爬行动物”，最初被认为生活在陆地上，后来了解到，它大部分时间在水下度过。
过去因为不明的原因，地蜥鳄长期被用作中喙鳄属（Metriorhynchus）的中文名称，而真正的地蜥鳄则被长期翻译为“地龙”。

## 敘述

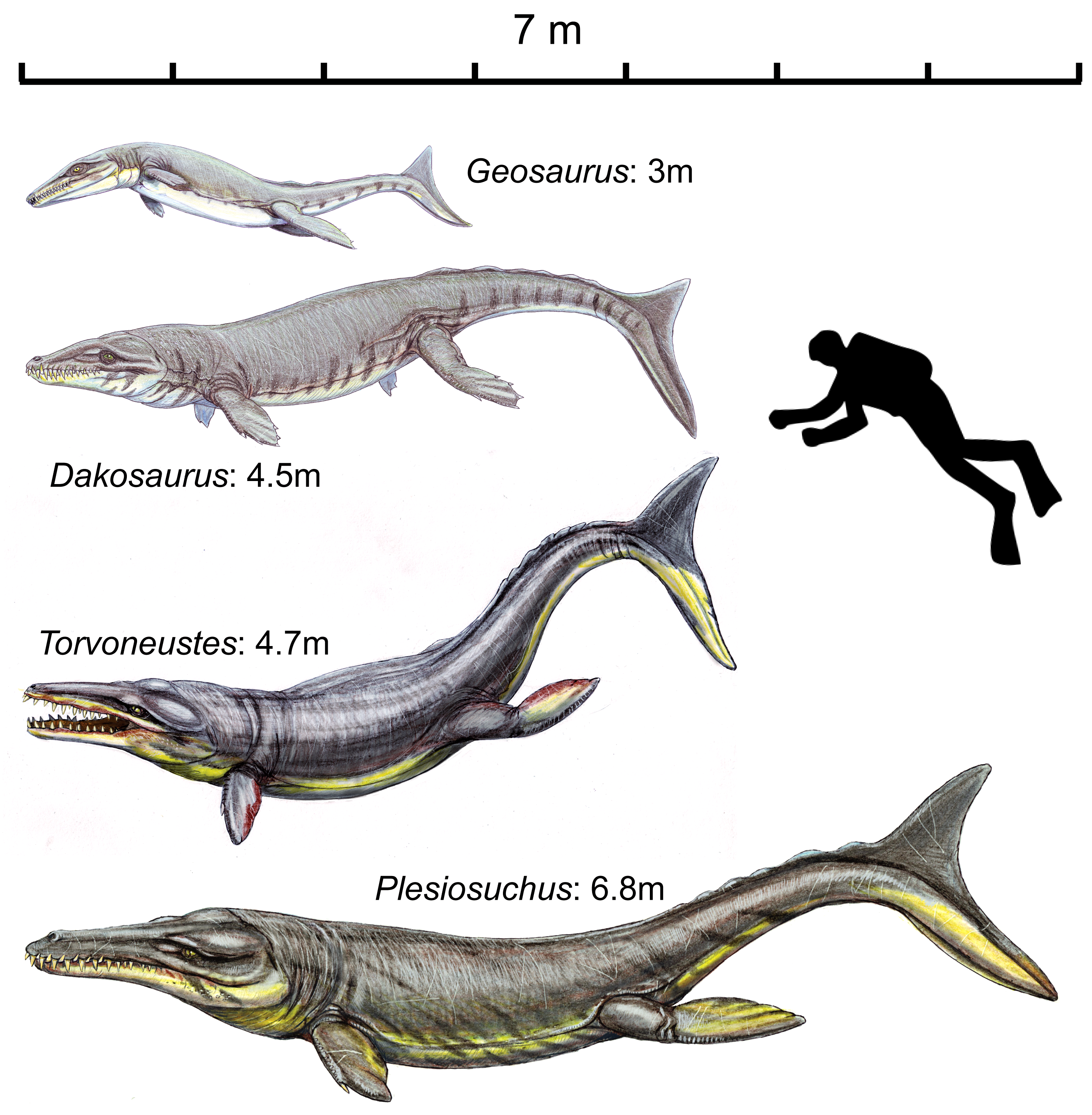
數屬地蜥鱷科與人類的體型比較圖。從上到下：地蜥鳄、噬蜥鳄、蛮泳鳄、近鳄

地蜥鳄是種大型海生爬行動物，屬於伪鳄类的海鱷亞目演化支，是現代鱷魚的遠親。地龍有短頭顱骨，外形類似其近親噬蜥鳄。牙齒彎曲，適合撕裂獵物身體，可能會攻擊大型獵物。
許多關於地蜥鳄的早期研究，都是根據埃伯哈德·弗拉士（Eberhard Fraas）發現的一個接近完整頭顱骨，這個化石發現于德國的地層，地質年代相當於侏儸紀晚期的啟莫里階晚期。弗拉士將這個頭顱骨歸類於G. suevicus。這個頭顱骨有長而狹窄的口鼻部，具有許多小型、尖銳牙齒，與模式種巨地蜥鳄（G. giganteus）的頭顱骨有很大差異。在2009年的地龍屬重新研究，顯示這個長頭顱骨其實屬於环蜥鱷属。

## 分類
地蜥鳄的次異名包含：Brachytaenius、Halilimnosaurus。自從19世紀以來，有許多種被歸類於地蜥鳄屬。但根據近年的數個親緣分支分類法研究，地龍屬不是個單系群。G. suevicus與G. araucanensis似乎另外形成一個單系群，可能是安那里奧鱷的近親。此外，許多早期時代命名的地蜥鱷科物種，並沒有準確地歸類。以地龍屬為例，許多種被重新歸類於到其他屬，或成為其他種的異名。相反地，也有其他屬的種，被改歸類於地龍屬。
地蜥鳄屬於地蜥鱷科，地蜥鱷科的其他屬包含：地蜥鱷、噬蜥鳄、以及安那里奧鱷（Enaliosuchus）；而地蜥鱷科的疑名則包含Aggiosaurus、泳鱷（Neustosaurus）。

### 有效種
根據2009年的重新研究，地龍屬目前有三個有效種：
- 巨地蜥鳄（G. giganteus）：模式種，生存於晚侏儸紀（早提通階）的德國。巨型地龍原本被歸類為蜥蜴屬的一種（Lacerta gigantea）[2]。
- 大地蜥鳄（Geosaurus grandis）：最初在1858年被歸類於环蜥鱷属的ㄧ個種，化石是一個完整頭顱骨。
- 拉氏地蜥鳄（Geosaurus lapparenti）：最初是噬蜥鳄的ㄧ個種。生活於上白堊紀（凡藍今階）的法國。化石包含頭骨與顱後骨骼（頸椎、尾椎、部分肩帶）。種名是以法國古生物學家Albert-Félix de Lapparent為名[12]。

近年在德國Nusplingen Plattenkalk地層發現的一顆牙齒，可能代表地龍屬的大型新種。

### 重新分類種
在2009年的地龍屬重新研究，提出地蜥鱷科的種系發生學分析，發現地龍屬的許多種是並系群，或是應歸類於其他屬。
曾被歸類於地龍屬的許多種，目前被改歸類於环蜥鱷属，包含：發現於德國的晚侏儸紀（晚啟莫里階）地層的G. suevicus、發現於墨西哥的晚侏儸紀（早提通階）地層的G. saltillense、發現於墨西哥的晚侏儸紀（中提通階）地層的G. vignaudi、發現於阿根廷的晚侏儸紀（早提通階）的G. araucanensis。
具有長口鼻部的G. gracilis，化石發現於晚侏儸紀（早提通階）的德國。起初為Rhacheosaurus的模式種，之後被改歸類於地龍屬。根據2009年的重新研究，被改回獨立屬Rhacheosaurus。
G. carpenteri的化石是一個部分頭顱骨，發現於英格蘭約克夏郡，最初是噬蜥鳄的ㄧ個種。在2010年的地蜥鱷科演化研究，被建立為新屬，Torvoneustes。

### 未命名種
古巴的牛津階地層發現一個地龍化石，目前還沒有命名。在2009年的研究裡，認為這個化石可能是环蜥鱷属的近親。

## 古生物學

### 體型與外形

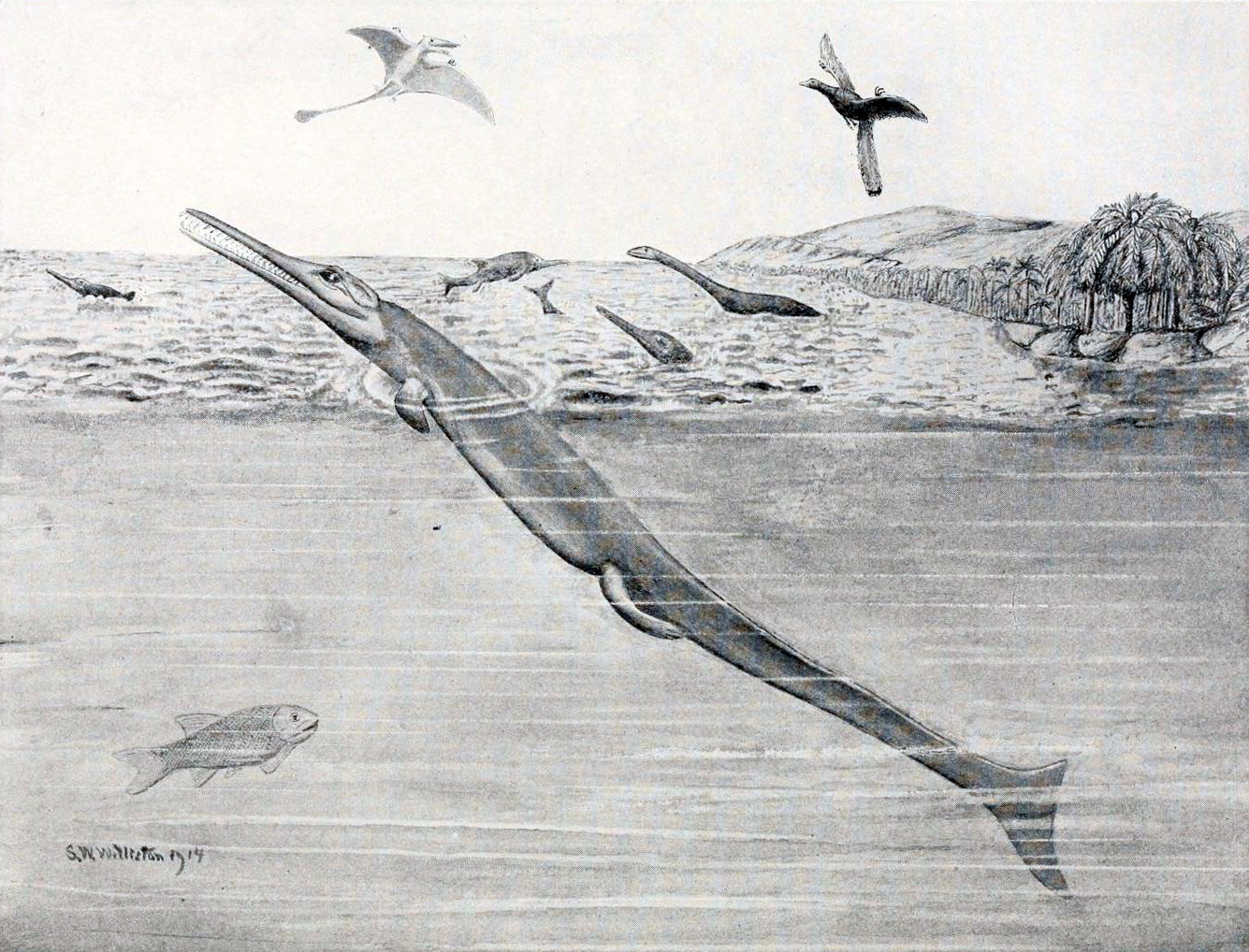
地龍的想像圖，繪製於1914年

地龍的身長為3公尺左右，與現存鱷魚相比，體型較小。地龍的身體呈現高度流線型，游泳時可擁有較好的液體動力。而地龍的鰭狀尾巴使牠們游泳時比現代鱷魚更有效率。

### 鹽腺
近期的研究發現，地龍的幼年與成年個體有發展良好的鹽腺。這意味地龍可以在鹽水環境中生存，也可以在不發生脫水情況下，以離子含量與海水相同的動物為食，例如頭足綱。地蜥鱷的成年標本也發現有發展良好的鹽腺。

### 生態位
德國巴伐利亞州的Mörnsheim組（屬於索倫霍芬石灰岩，年代為早提通階）發現了5種海鱷類化石，其中包含噬蜥鳄，與地蜥鳄屬的巨地蜥鳄、苏维汇环蜥鳄、纤细脊蜥鳄。科學家提出這些海鱷纇的生態位不同，依此得以互相共存。噬蜥鳄與巨地蜥鳄的體型大，口鼻部短，有鋸齒狀牙齒，似乎是當地的頂級掠食動物。苏维汇环蜥鳄和纤细脊蜥鳄的口鼻部長，可能主要以魚類為食；體型更瘦小的纤细脊蜥鳄似乎以更小的動物為食。除了上述4種地蜥鱷類以外，當地還發現真蜥鱷科的狹蜥鱷化石。
德國南部的Nusplingen石灰岩層，年代較索倫霍芬石灰岩晚，屬於啟莫里階晚期。當地發現了苏维汇环蜥鳄與巨噬蜥鳄（D. maximus）的化石。與索倫霍芬的狀況相同，噬蜥鳄是頂級掠食動物，而环蜥鳄属主要以魚類為食。